# El Ché Cola
El Ché Cola is een frisdrank met colasmaak die wordt geproduceerd in Marseille (Frankrijk) door het bedrijf El Ché-Cola. Dit bedrijf doneert 50% van haar nettowinst aan ngo's die strijden tegen wereldwijde hongersnood. De cola is gegarandeerd vrij van genetisch gemodificeerde ingrediënten en bevat minder suiker dan de meeste andere colamerken. Als slogans gebruikt het bedrijf Change your habits to change the world en vooral For a more equal world. Daarnaast gebruikt men op zowel de verpakkingen als op reclamemateriaal steevast het woord Revolución (Nederlands: revolutie).
De naam is bedoeld als hommage aan Che Guevara. Op de verpakkingen van El Ché Cola is dan ook de welbekende afbeelding van diens hoofd (gemaakt door Alberto Korda) te vinden.
El Ché Cola is verkrijgbaar in glazen flessen met een inhoud van 33 cl en 1 liter, en daarnaast in petflessen met een inhoud van 50 cl en 1,5 liter.